# Onnagata

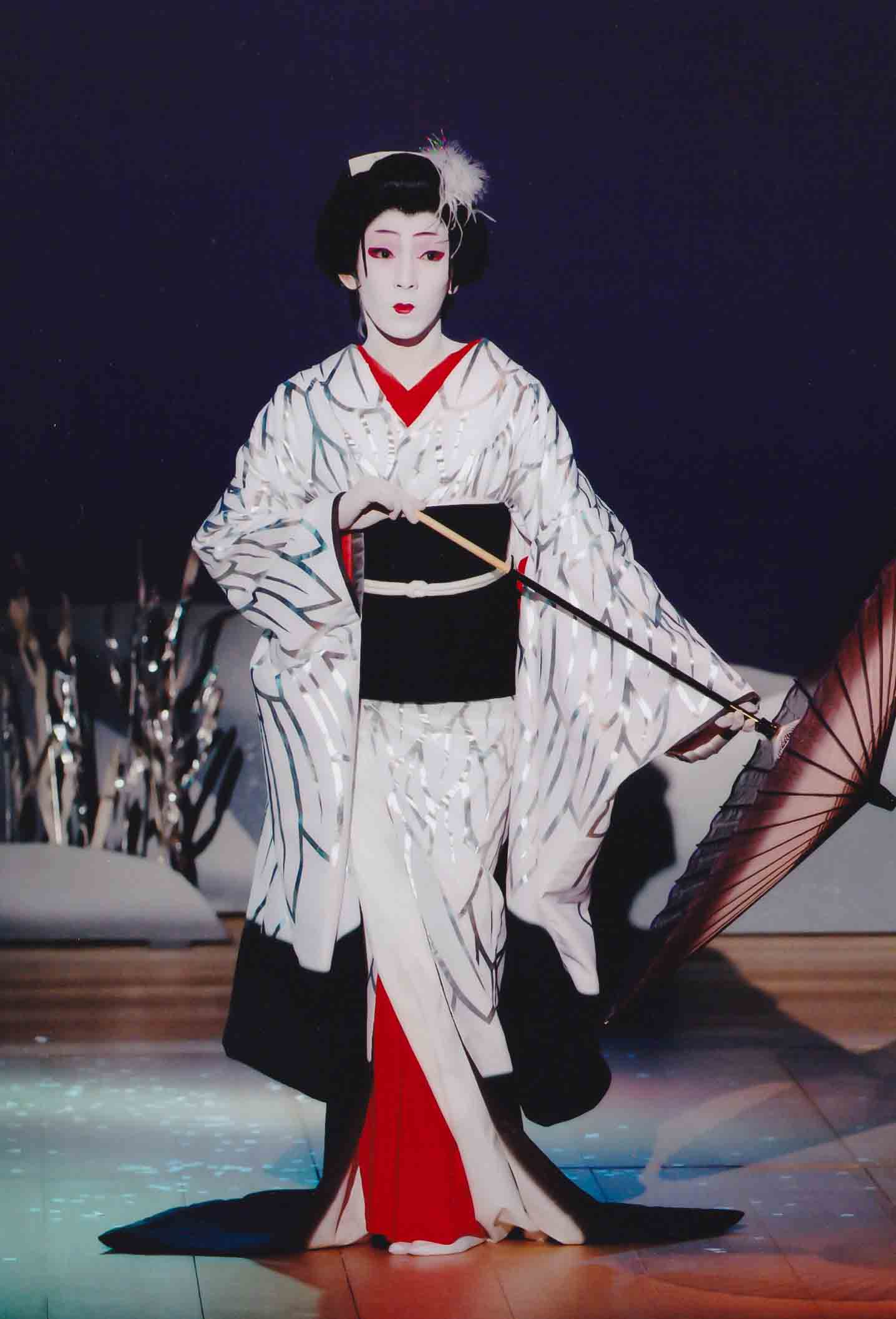
Herec Guraku Akifusa jako sagi musume (volavka proměněná v dívku) během představení, říjen 2011

Onnagata, či ojama (japonsky 女形 nebo 女方, „ženská role“, doslova „ženská podoba“) je označení pro mužského herce japonského divadla kabuki (a divadel z něj vycházejících), který se specializuje, většinou po celou svoji hereckou kariéru, na ženské role v ženském kostýmu, paruce a nalíčen. Nejde ale o čistou imitaci ženství, během několika staletí se ustálily techniky a pravidla specifická pro tuto pozici. V období Edo se společenská role onnagatů částečně prolínala s prostituty. Ačkoliv zákaz žen v kabuki, zavedený v roce 1629, od konce 19. století neplatí, toto divadlo zůstalo téměř výhradně mužské a tzv. ženské onnagaty se prosadily pouze dočasně. Protiklady jsou mužská role tačijaku a role staříka ojadžigata.

## Pozadí vzniku
Ženy ve feudálním Japonsku neměly zakázáno vystupovat na veřejnosti, profesionální herci nó ale byli výhradně muži a záznamy o ženských nebo smíšených souborech jsou ojedinělé. Výjimku tvořily kněžky miko a nevidomé hudebnice goze. Ke konci období Heian se objevily společnice širabjóši, které v mužském oděvu a s meči bavily tancem a zpěvem dvořany. Tato tradice zmizela na začátku období Muromači. Po období válčících států se objevili výstřední měšťané a mladí samurajové, kterým se říkalo kabukimono. Ti se na začátku období období Edo stali námětem pro veselé a smyslné taneční představení pro široké publikum kabuki odori, které podle tradice přinesla do Kjóta Izumo no Okuni. V kabuki odori ženy z okraje společnosti, většinou prostitutky, hrály mužské role a muži v souboru vypomáhali s vedlejšími rolemi a hudbou.

## První herci onnagata

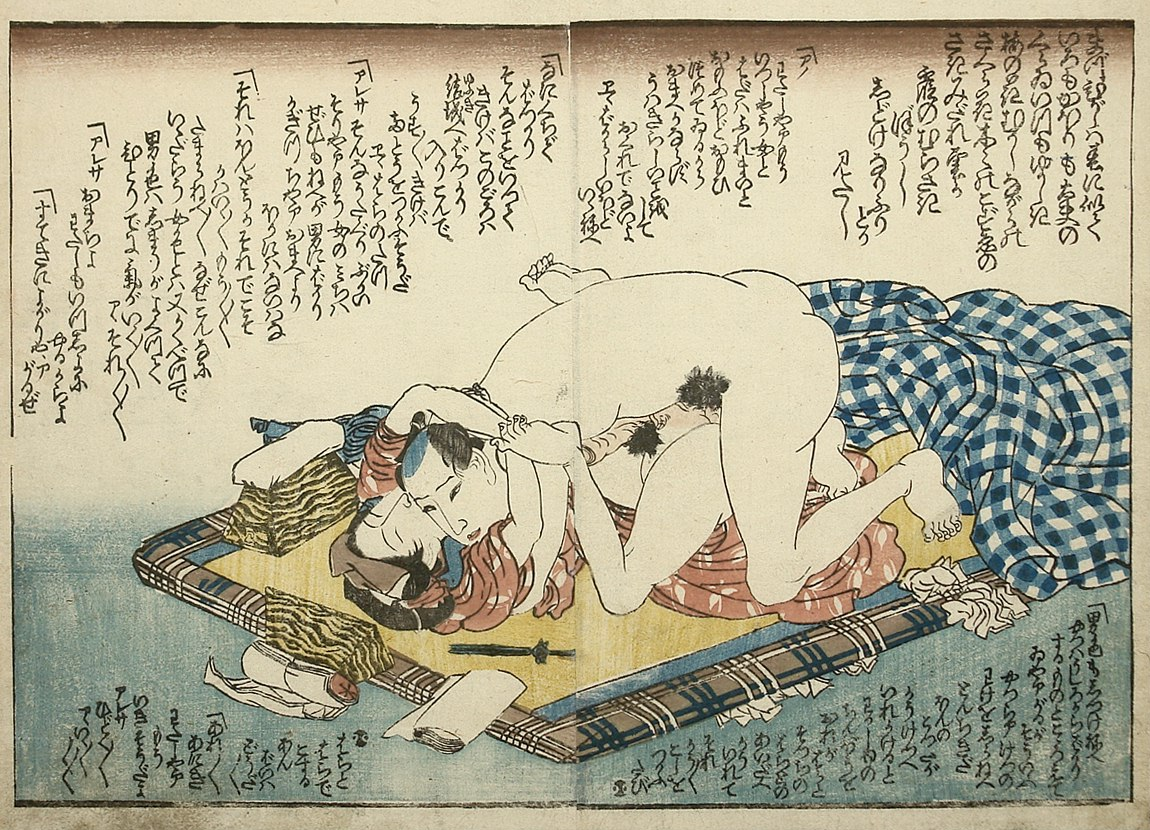
Pohlavní styk muže a onnagaty, deskotisk žánru šunga, Kunisada, asi 1840

Po zákazu ženského kabuki z důvodu kažení dobrých mravů v roce 1629 se rozšířilo wakašú kabuki, ve kterém hráli dospívající chlapci (wakašú) a bylo méně populární než kabuki odori. Chlapci ze samurajských rodin byli v poručnictví starších samurajů, kteří z nich měli vychovat muže a válečníky a povaha jejich vztahu byla většinou intimní. Měli ale stále mužské rysy. Wakašú v trvajícím období míru a v divadelním světě se chovali podle sbírky Velkého zrcadla mužské lásky Saikakua Ihary z roku 1687 zženštile a oblékali se jako prostitutky. Ze stejného důvodu jako ženám zakázal šógunát v roce 1652 hrát kabuki i chlapcům a ženských rolí se ujali dospělí herci (jaró), kteří začínali hrát jako nezletilí. Tradice onnagata tedy původně vycházela z androgynie nezletilých chlapců, nikoliv přímo z nutnosti nahradit ženy. Protože zletilost nebyla dána věkem, ale účastí na obřadu plnoletosti, po kterém změnili neutrální kimono s dlouhými rukávy za mužské kimono a dlouhé vlasy za mužský účes, tedy oholené temeno hlavy, někteří wakašú obcházeli zákaz oholením. Oholenou část hlavy si herci zakrývali fialovým šátkem. Prvním uznávaným onnagatou byl Ukon Genzaemon, narozený kolem roku 1622, o jehož vystoupeních jsou dochovány záznamy z let 1648, 1657, 1662 a 1676 a v ilustrovaném díle o hercích Kokon jakuša monogatari z roku 1678 o něm bylo napsáno, že „ačkoliv je muž, stejně jako Ariwara no Narihira vypadá jako žena.“ Do začátku 18. století si herci nedávali příliš záležet na líčení a účesech, teprve následující generace přešla z neurčité až matoucí androgynie k feminitě a význam slova onnagata se posunul z „ten, který hraje ženské role“ na „vzor ženskosti“. V zákulisí měli herci hlavních mužských rolí (tačijaku) a hrající manažer (zagašira) každý vlastní šatnu, představitelé vedlejších a drobných rolí měli společnou hereckou šatnu ve druhém (v Edu ve třetím) patře a onnagatové měli společnou šatnu ve druhém patře (v Edu kvůli zákazu třípatrových budov šlo oficiálně o mezipatro).

## Kanonizace technik a obyčejů
I po zákazu wakašú kabuki byla lidová divadla oficiálně považována za místa nevalné pověsti na stejné úrovni jako nevěstince, protože představení sloužila jako reklama na sexuální služby onnagatů, takže elitám nepříslušelo je navštěvovat. Zároveň nebylo představení cenově dostupné pro chudé a byl regulován počet divadel, která čelila dalším občasným zákazům činnosti, většina nadšenců si proto musela vystačit se čtením brožur s recenzemi, programů a knih o hercích.

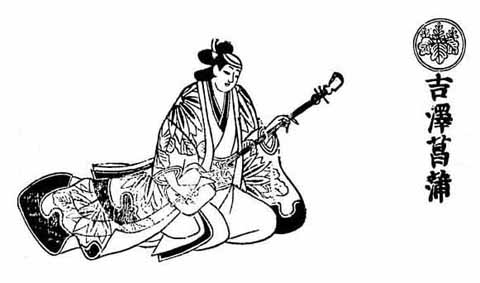
Ajame Jošizawa I. na dobové ilustraci, 1963

Nejvýznamnějším onnagatou období Genroku (1688–1704), charakterizovaného kulturním rozmachem a prosperitou, byl v Kjótu aktivní Ajame Jošizawa I. (1673–1729). Ajame pocházel ze samurajské rodiny, ve věku pěti let byl ale prodán jako dětský prostitut. V dospělosti se naplno věnoval zdokonalování performativní feminní genderové role a v dobových recenzích byl označován jako nejzdatnější herec ženských rolí v celém Japonsku, zvlášť vyzdvihována byla jeho schopnost hrát válečnice. S postupujícím věkem v roce 1721 upustil od hraní mladých žen a pokusil se dva roky hrát mužské role, načež se k radosti kritiků vrátil jako onnagata.V posmrtně vydaném díle Ajamegusa popsal ve 29 sekcích teorii hraní ženských rolí a kodifikoval několik technik a je proto považován za patrona tradice.
Doporučoval například, aby onnagatové vystupovali jako ženy nejen během představení, věnovali se ženským rolím po celý život, vypadali koketně, ale aby jejich mysl zůstala cudná, nesnažili se rozesmát publikum, nebyli k vidění v doprovodu manželky a dětí a usilovali o mladistvý vzhled. Dále radil, jak přesně se pohybovat. Ajame nepožadoval úplné opuštění „vnitřní maskulinity“, sám měl manželku a čtyři jeho synové byli rovněž herci. Největší poctou pro onnagatu bylo, když si někdo mimo jeviště myslel, že je žena. Onnagatové častěji než herci mužských rolí používají techniku napodobování loutek během určitých scén, vycházející z divadla bunraku, které sdílí s kabuki hry. Pojednání Ajamegusa lze zpětně považovat za dílo zabývající se genderem – představuje jednotnou (v období Edo byla roztříštěna třídními a věkovými rozdíly) feminitu, která je na spektru v opozici k maskulinitě. Jeho následovníkem byl další významný teoretik Kikunodžó Segawa I. (1693–1749). Ten ve svém díle, které vyšlo jako součást antologie hereckých spisů v roce 1772, popisoval, jak se ženy chovají v různých situacích. Segawa měl i na své smrtelné posteli kimono s dlouhými rukávy, vyhrazené pro mladistvé.
Tato díla se již v 18. století stala základem umělecké formy onnagata a jejich vliv zůstal silný i po přeměně kabuki v klasické divadlo, onnagatové 20. a 21. století z nich stále vychází, byť jako ženy vystupují pouze na jevišti.

## Role
Věhlasní herci ženských rolí se těšili stejné popularitě jako herci mužských rolí, ženské role ale byly v historických dramatech (džidaimono) vedlejší. Doménou onnagatů byla naopak taneční představení. Kromě obětavých panen a manželek samurajů, tchyní, kurtizán, pomstychtivých duchů, víl a princezen (role babic jim nenáležela, stejně jako role mocichtivých dvořanek) hráli počínaje polovinou 18. století onnagatové také silné postavy – většina starších her byla pro ozvláštnění repertoáru divadel přepsána tak, že z mužného, udatného protagonisty se stala protagonistka, případně dostaly vedlejší ženské postavy, tedy manželky nebo příbuzné hrdiny, větší prostor. Některé z těchto frašek byly psány známým onnagatům na míru. Katalog univerzity Ricumeikan k roku 2011 obsahoval 202 her z období Edo, jejíž název začíná znakem 女 (žena), což bylo tradičním označením takto upravených nebo nově napsaných her. Nejstarší zaznamenanou verzí hry s ženskou hlavní rolí je Onna Narukami z roku 1696, jejíž původní verze je z roku 1684. Popularita těchto přepsaných her klesla v období Meidži, jedním z mála stále hraných představení je například Onna Šibaraku, verze hry Šibaraku (1697) přibližně z roku 1746.

## Herečky v kabuki

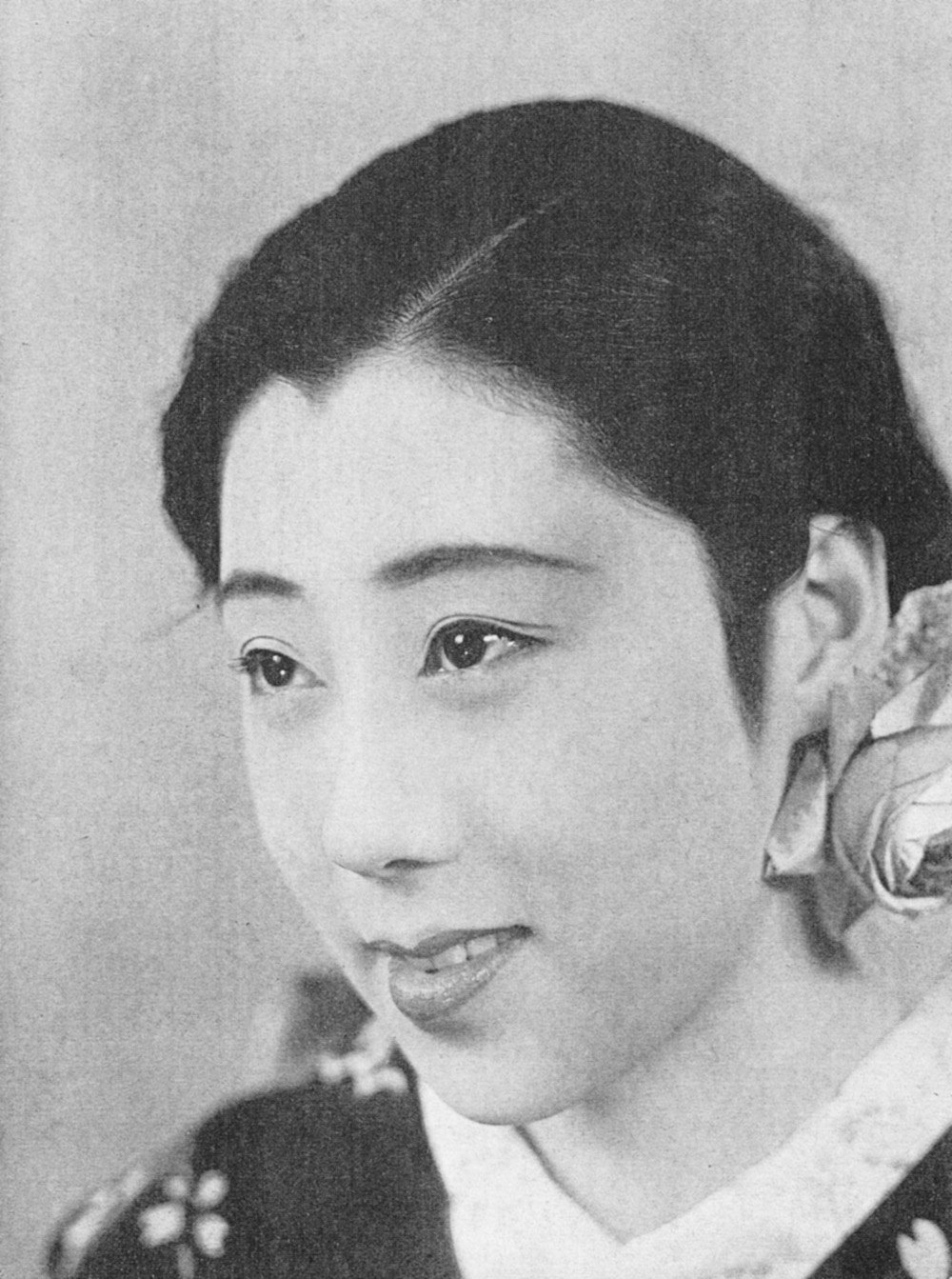
Divadelní a filmová herečka Isuzu Jamadaová (1917–2012)

Díky popularitě divadla kabuki, jehož publikum bylo z větší části ženské, začaly některé ženy imitovat módní styl onnagatů a do určité míry přejímaly jejich idealizovanou ženskost. Počínaje 70. lety 18. století, během vrcholu popularity kabuki, některé ženy vyučovaly tanec případně pořádaly menší soukromé produkce kabuki v sídlech samurajů a daimjóů a ve vnitřním paláci šóguna, kam nebyl povolen vstup mužům. Představení se hrála v salonu, nejbohatší z mecenášů si nechali postavit malá domácí divadla, včetně typické vedlejší scény hanamiči. Během reforem Meidži přišly o bohaté feudální patrony a začaly herečky (onna jakuša) zakládat ženské soubory, které hrály v menších divadlech, protože ta hlavní byla nadále vyhrazena pro herce. Jako první dostala svolení k veřejnému tanečnímu vystoupení Jačijo Inoue III. v roce 1872. Zákaz byl formálně zrušen roku 1890, tedy po 261 letech.
Nejúspěšnější z hereček byla Kumehači Ičikawaová (1846–1913), žákyně nejznámějšího herce mužských rolí období Meidži Dandžúróa Ičikawy IX., která jeho styl kopírovala tak věrně, že se jí přezdívalo „Onna Dandžúró“. Ičikawaová začínala v salónním kabuki a hrála kromě mužských rolí i ženské, byla tedy jednou z tzv. ženských onnagat, tedy hereček napodobujících muže, kteří vystupují jako idealizované ženy. Uznání se jim nedostávalo za zvládnutí ženské role, ale za to, že je nelze rozlišit od mužských onnagatů. Na začátku 20. století se v divadelních časopisech vedly debaty o tom, zdali mohou tyto herečky se svou „přirozenou ženskostí“ být onnagaty. Po příchodu kinematografie do Japonska onnagatové hráli ženské role až do roku 1918 i ve filmech, které byly z velké většiny adaptacemi kabuki. Herečky se neprosadily do největších divadel kabuki a do 30. let 20. století přešly do jedné z nově vzniklých škol japonského divadla (šinpa, Takarazuka Revue) a klasické kabuki zůstalo téměř výhradně mužské. Jednou z mála hereček, které po druhé světové válce vystupovaly se soubory kabuki, byla divadelní a filmová (Krvavý trůn, Jódžinbó) herečka Isuzu Jamadaová (1917–2012), dcera herce divadla šinpa.

## Moderní kabuki jako klasické divadlo

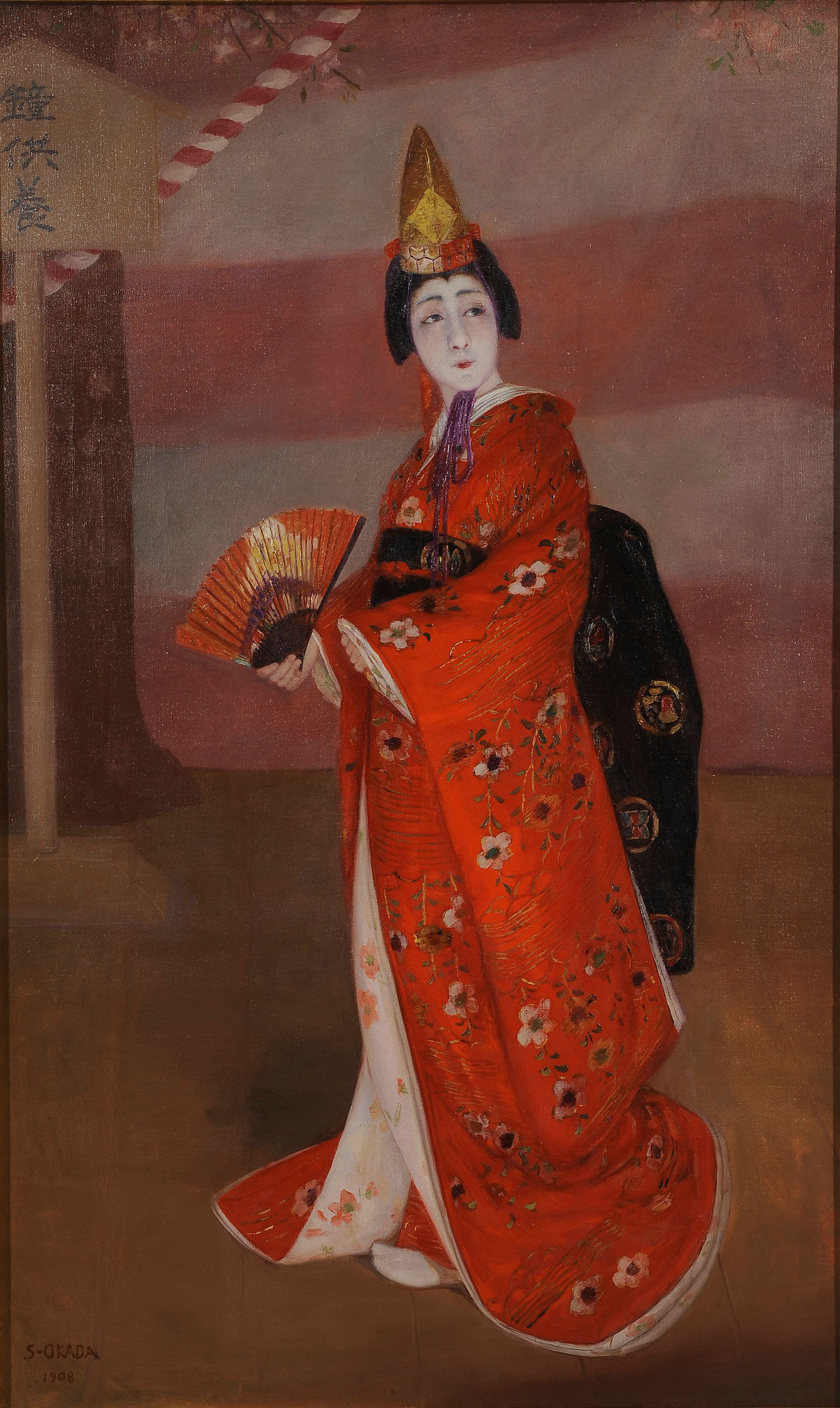
Utaemon Nakamura V. jako širabjóši Hanako v tanečním dramatu Musume Dódžódži, západní olejomalba, Saburósuke Okada, 1908

Během reforem Meidži se kabuki dostalo do krize – ve své současné podobě nemohlo být vládou podporováno. Až do přelomu 19. a 20. století, kdy se změnil pohled japonské společnosti na gender (určení binarity muž–žena) a sexualitu (homosexuální styk začal být považován za perverzi), se dalo kabuki a onnagatové považovat za queer divadlo. Dramatik Kisui Takešiba (1847–1923) v roce 1920 napsal, že „divadlo se za posledních 40–50 let naprosto změnilo a největší změnou prošli onnagatové.“ Za posledního velkého onnagatu, který úspěšně usiloval o ženskou prezentaci mimo divadlo, je považován Hanširó Iwai VIII. (1829–1882).
Vůdčí osobností celého kabuki se na přelomu století poprvé stal onnagata – jejich postavení bylo do té doby nižší než postavení herců mužských rolí – konkrétně Utaemon Nakamura V. (1865–1940). Během tohoto období, dle slov jeho syna a nástupce Utaemona Nakamury VI., začala být feminita onnagatů chápána jako čistě umělecká, oddělená od každodenní feminity žen. Oba zastávali názor, že ženy proto nemůžou být onnagaty a během 20. století se pro onnagaty rozšířil epiteton „ženštější, než ženy“. Současný herec mužských i ženských rolí Ennosuke Ičikawa IV (* 1975) uvádí, že od žen nepřebírá při hraní nic a naopak ženy by se měly inspirovat onnagaty.
Nejuznávanější žijící onnagata je Tamasaburó Bandó V., původem z neherecké rodiny, který po úmrtí Utaemona Nakamury VI. v roce 2001 převzal jeho role. Velké role začal hrát v devatenácti letech, od třiceti se věnuje také choreografii a režírování. Jeho nejoslavovanější rolí je princezna Širanuihime ze hry Činsecu jumi harizuki. Prorazil i mimo Japonsko a mimo divadelní jeviště – má za sebou několik turné po Evropě a Spojených státech a ve filmu Nastasja polského režiséra Andrzeje Wajdy na motivy Idiota z roku 1994 ztvárnil knížete Myškina a Nastasju Filippovnu. Odehrál také ženskou roli v opeře Pavilón pivoněk divadla kchun-čchü v čínštině a s čínskými herci.

## Seznam významných onnagatů
Jako ostatní herci kabuki, také onnagatové předávají umělecká jména a vědomosti na syny, ať už biologické, nebo adoptované. Při výběru dědice šlo o dovednost, adoptovaný syn mohl dostat přednost před biologickým synem, druhorozený syn před prvorozeným, apod. Takto se utvořily významné rodové linie, trvající v některých případech až patnáct generací.
- Ajame Jošizawa I. (1673–1729)
- Kikunodžó Segawa I. (1693–1749)
- Kikunodžó Segawa III. (1751–1810)
- Hanširó Iwai VIII. (1829–1882)
- Utaemon Nakamura V. (1865–1940)
- Baikó Onoe VI. (1870–1934)
- Šóčó Ičikawa II. (1886–1940)
- Baikó Onoe VII. (1915–1995)
- Utaemon Nakamura VI. (1917–2001)
- Šikan Nakamura VII. (1928–2011)
- Tódžuró Sakata IV. (1931–2020)
- Tamasaburó Bandó V. (* 1950)
- Daigoró Tačibana (* 1987)
- Kangjoku Nakamura (* 1996)

## Galerie

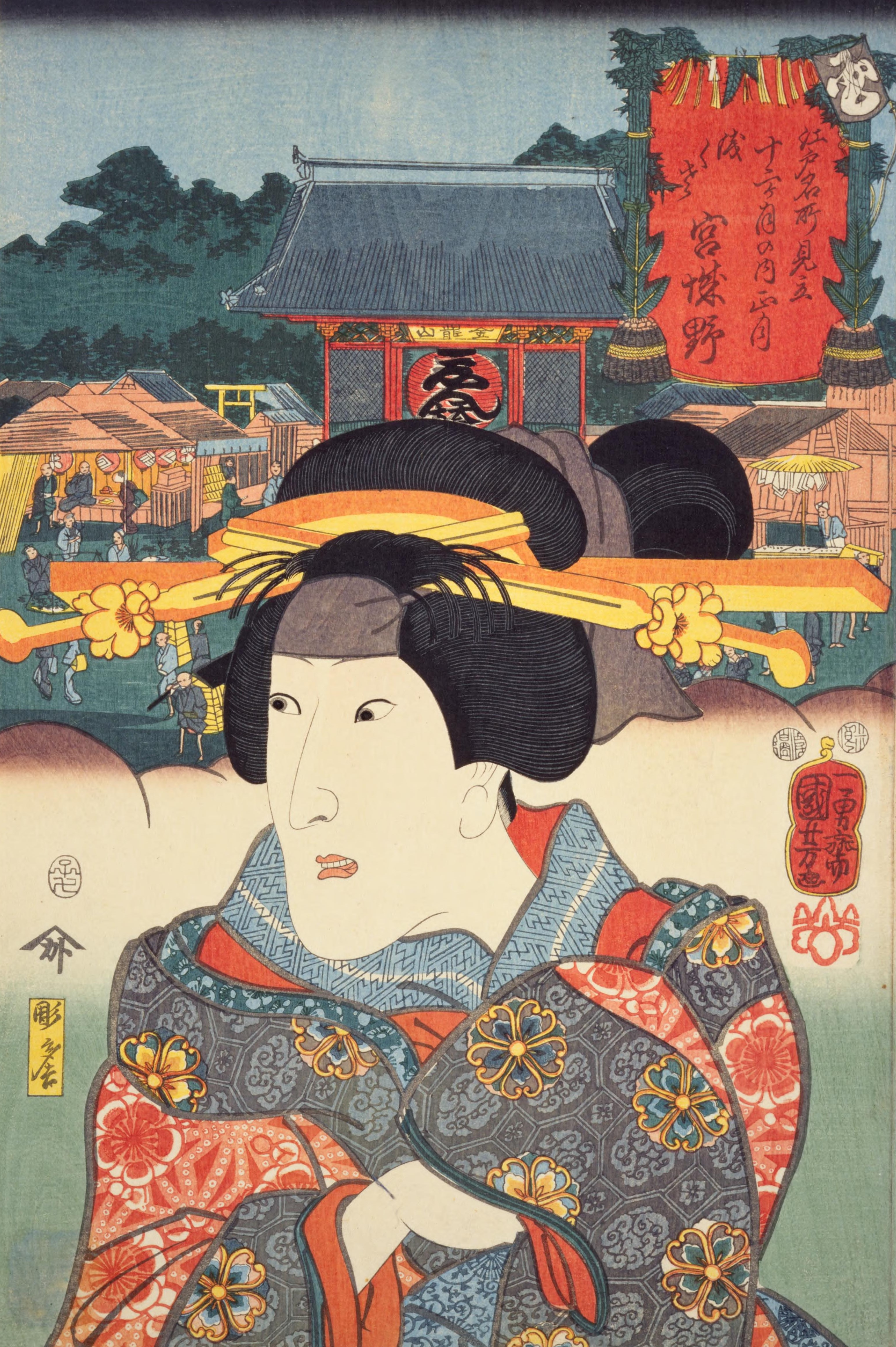
Kikugoró Onoe IV. (1808–1860) na deskotisku Kunijošiho, 1852
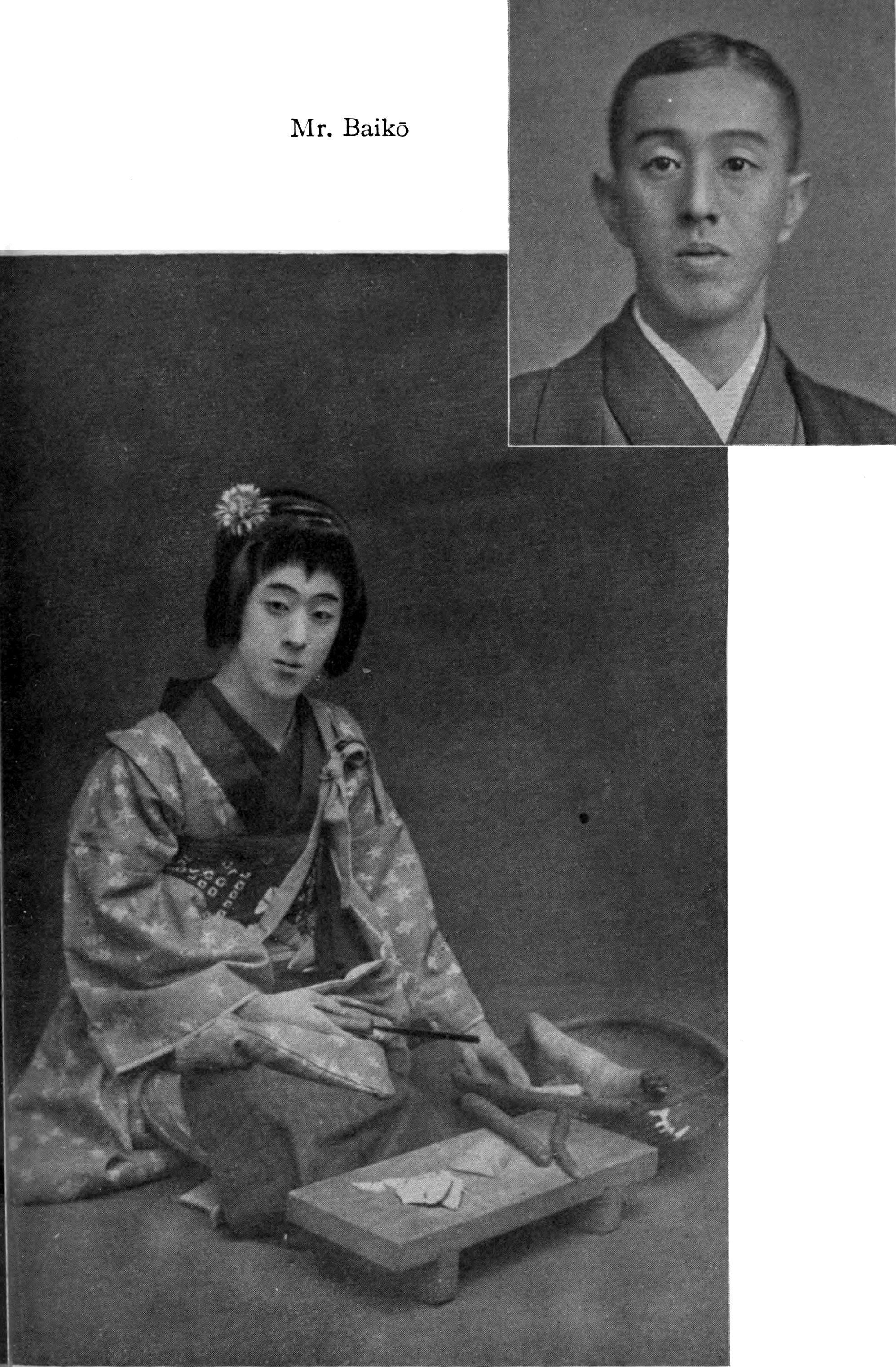
Baikó Onoe VI. (1870–1932) jako Omicu a nenalíčen, před r. 1915
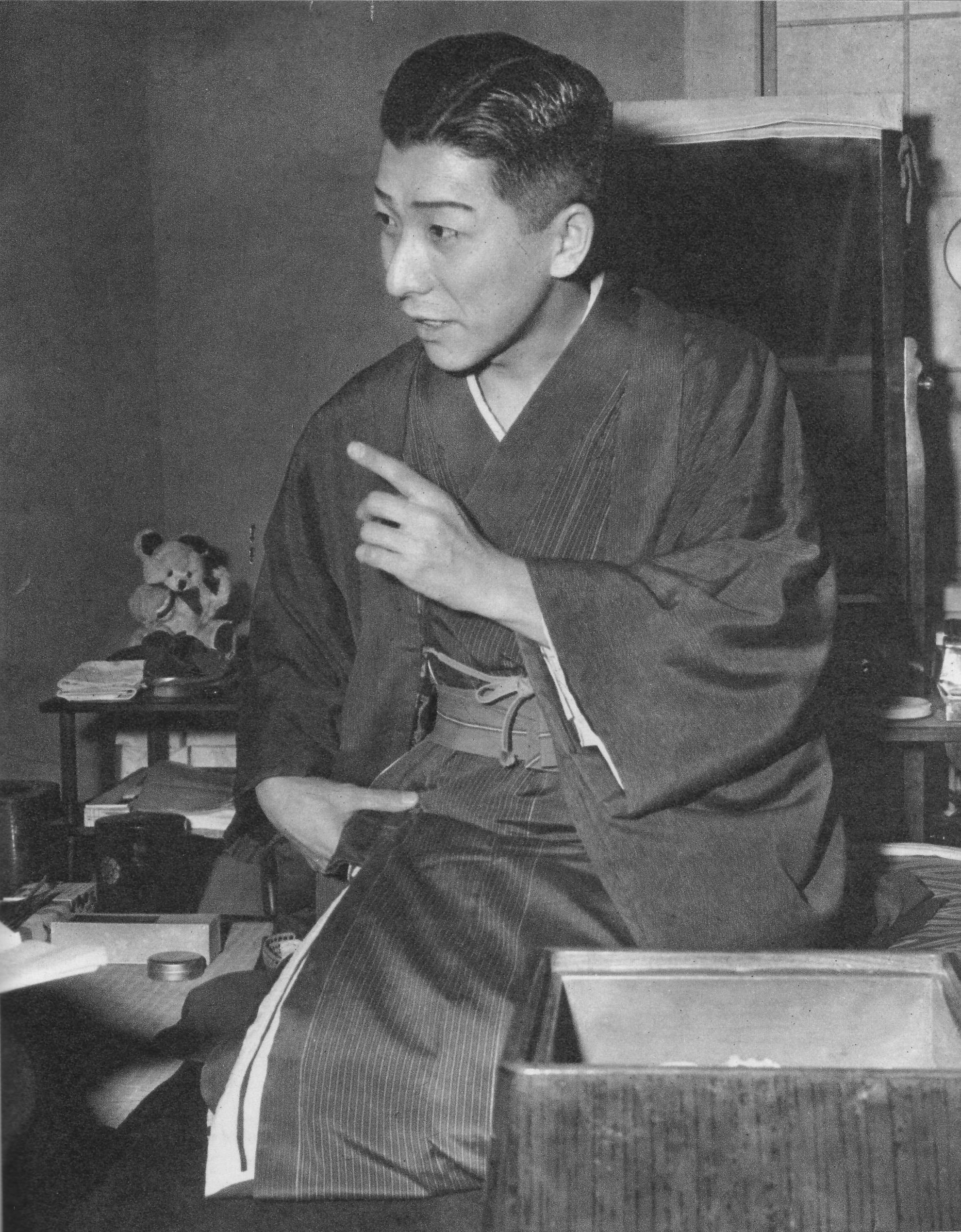
Utaemon Nakamura VI. (1917–2001), nejvýznamnější poválečný onnagata, leden 1951
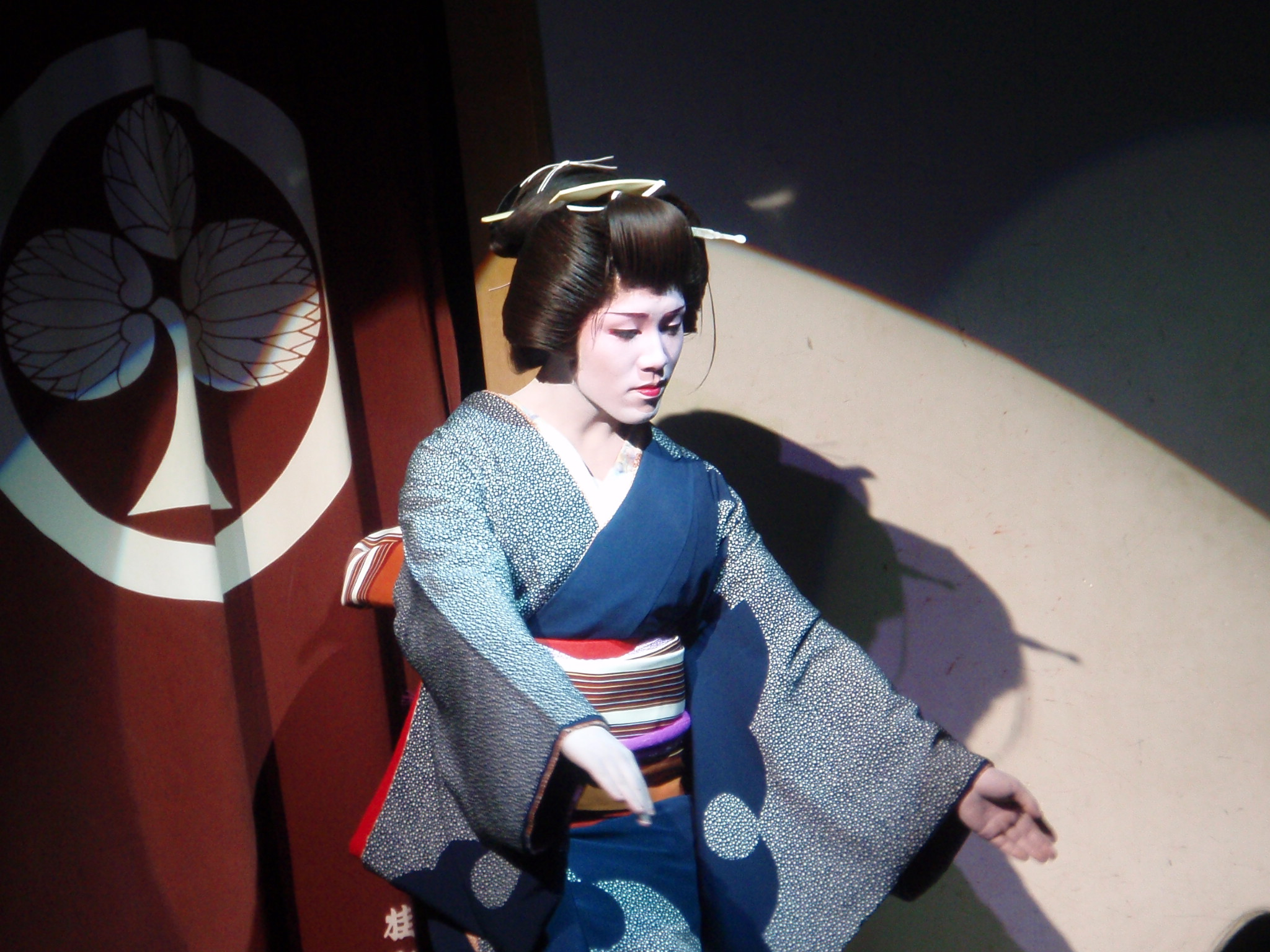
Herec Daigoró Tačibana během představení taišú engeki, uvolněného moderního divadla vycházejícího z kabuki, listopad 2007
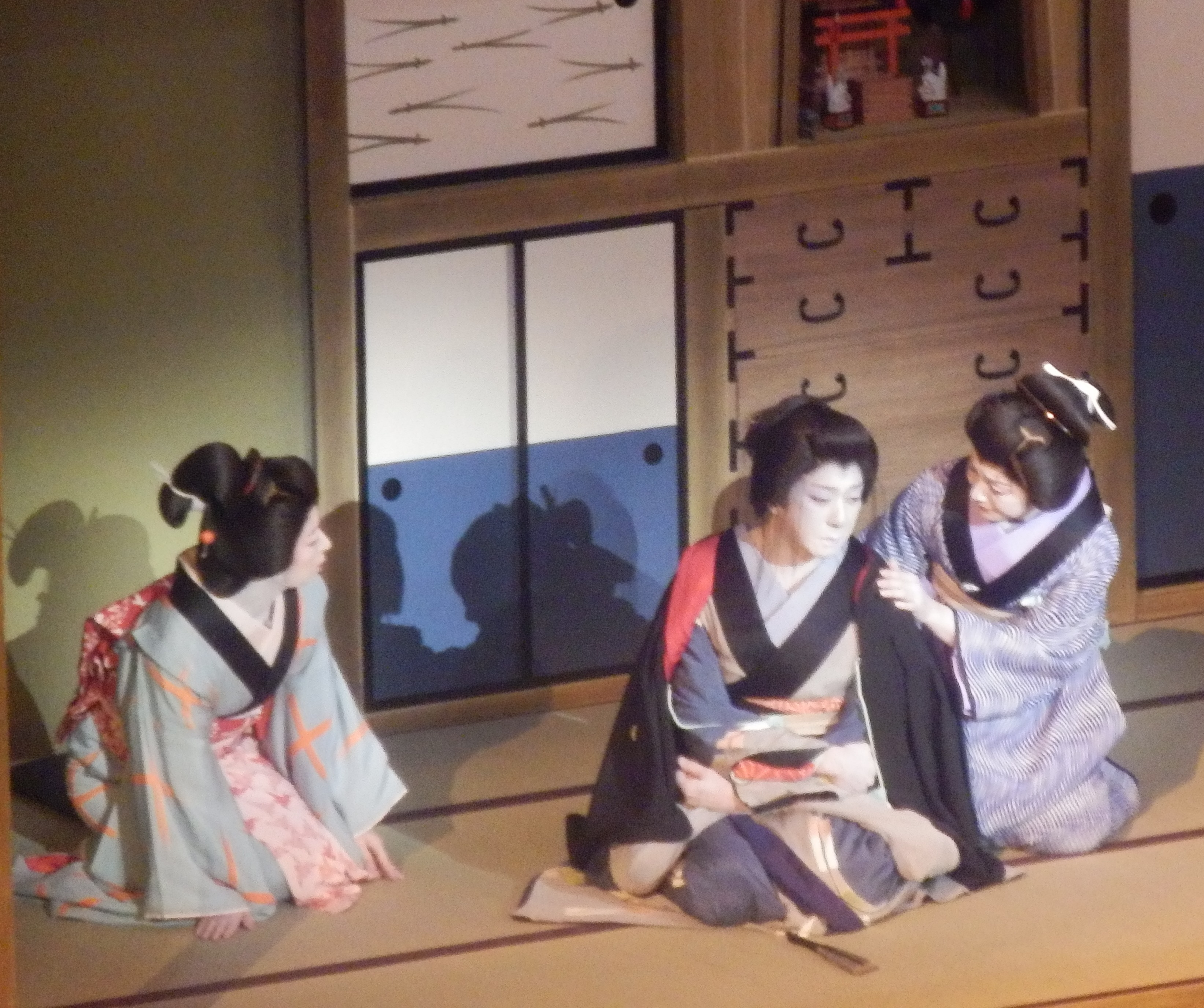
Tamasaburó Bandó V. (uprostřed), nejuznávanější onnagata 21. století, během představení, prosinec 2012
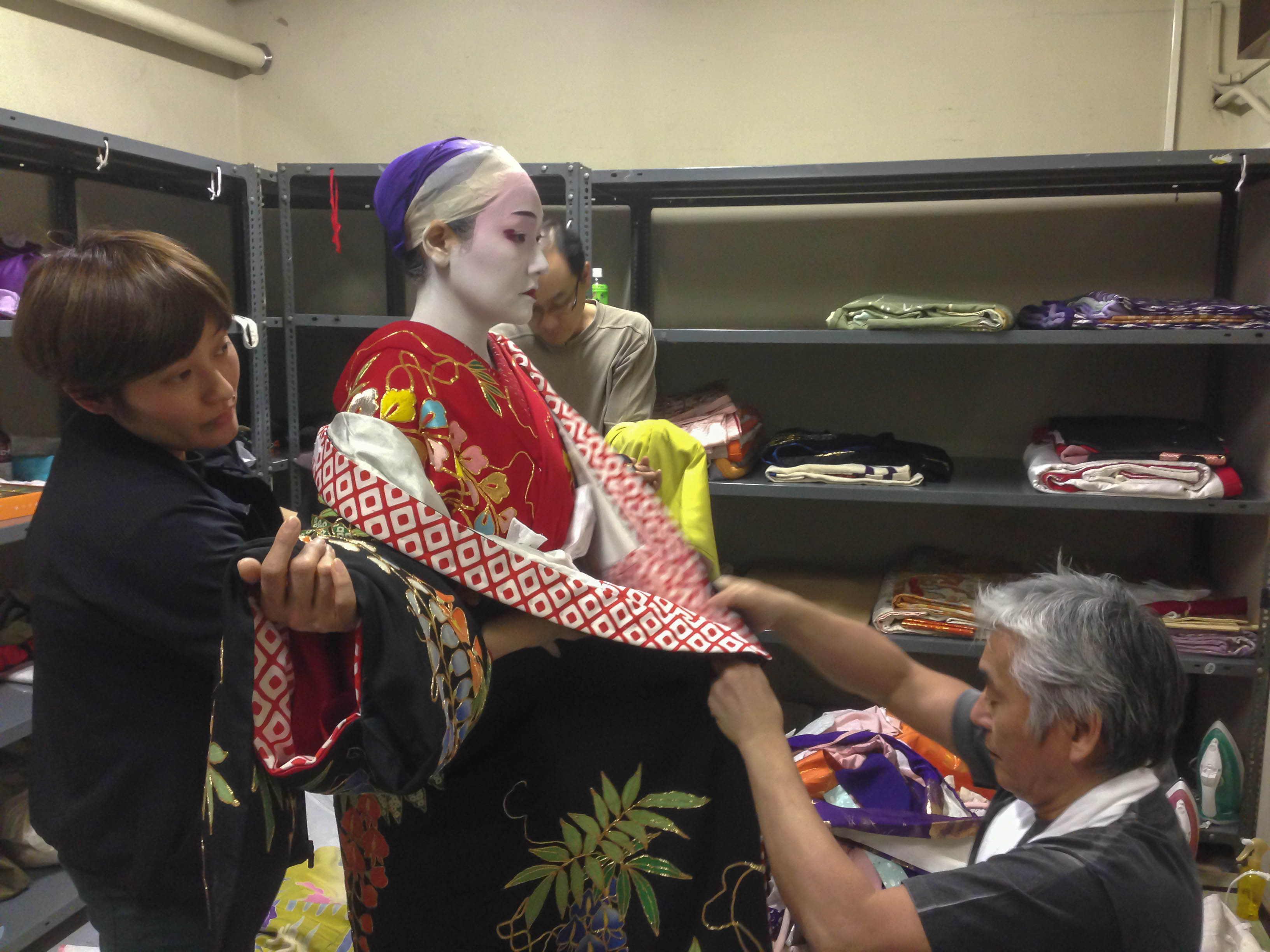
Onnagata oblekán do kostýmu v zákulisí Japonského národního divadla, duben 2013
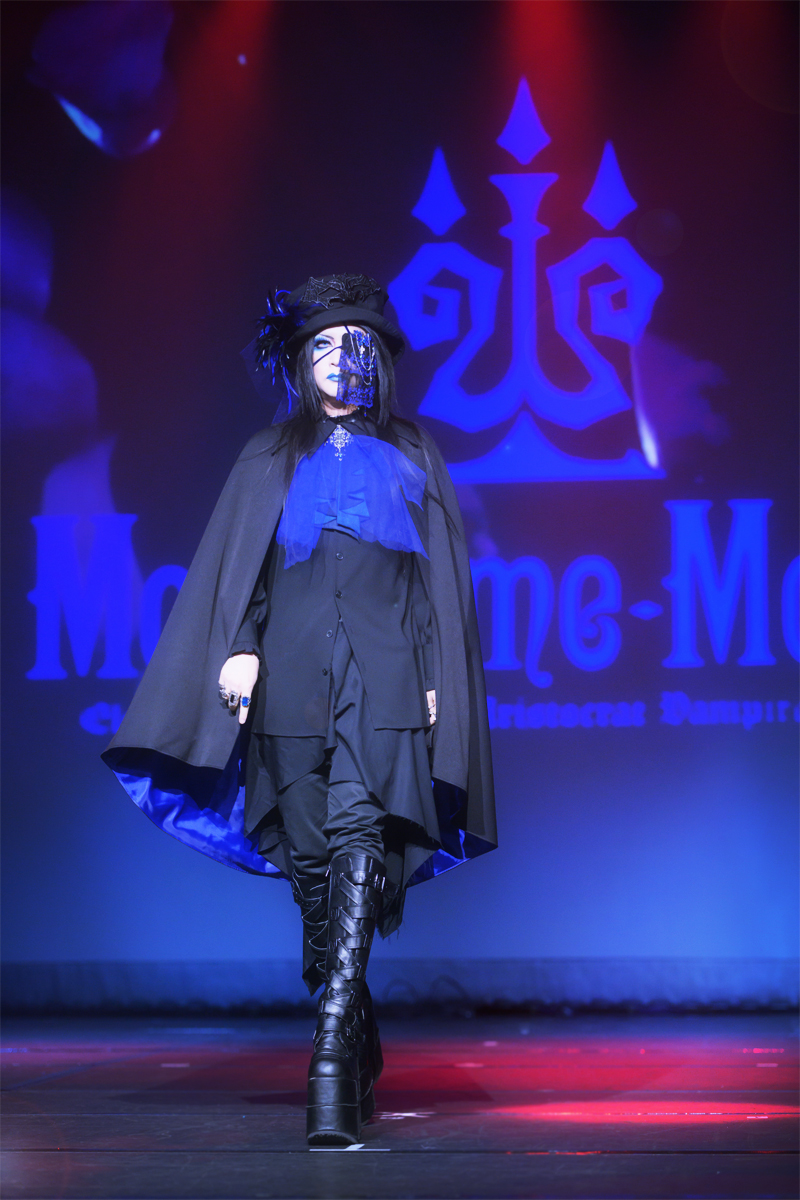
Visual kei hudebník a módní návrhář Mana, jehož styl napodobuje onnagaty, 2019